# 皇帝 (遊戲)
《皇帝》，是由臺灣全崴資訊公司開發的DOS遊戲，於1996年8月8日發行，其遊戲類型類似光榮三國志系列的戰略遊戲，玩家要扮演皇帝的一生，治理內政、外交、軍事及培養能力。另外，還具有「快樂值」，可到後宮休息恢復。皇帝駕崩之後，遊戲將給予稱號評價，例如「天王皇帝」等。